# Амбициозная кунгфуистка
«Амбициозная кунгфуистка» (кит. 紅粉動江湖, англ. Ambitious Kung Fu Girl) — кинокомедия с боевыми искусствами, основанная на романе уся-писателя Гу Луна. Фильм, срежиссировал который Лу Цзюньгу, снят на гонконгской киностудии братьев Шао, а главные роли исполнили Чэнь Гуаньтай, Мишель Им, Линь Сюцзюнь и Юнь Так.

## Сюжет
Когда её состоятельный отец, Тхинь Паксэк, говорит, что пришло время заключить брак, Тхинь Сиси, молодая девушка-кунгфуистка, считающая своё кунг-фу хорошим, сбегает в поисках своего идола, известного меченосца Чхёнь Ко. Она сразу же попадает в неприятности и понимает, что её боевые навыки не так хороши, как она считала. Сиси и её служанку Тхинь Сам похищают и продают в бордель, но девушек спасает человек с повязкой на глазу, в чьих целях жениться на Сиси, чтобы прибрать к рукам деньги её отца.
Отец Сиси объявляет большую награду тому, кто вернёт Сиси домой, и отправляет её жениха, Ён Фаня, на поиски. Фань, найдя невесту, останавливает свадьбу, после чего девушка грозится найти другого мужа.
Фань, желая вызвать ревность у Сиси, ухаживает за куртизанкой Чён Хоуянь. Сиси утверждает, что ей всё равно; её интересует только Чхёнь Ко. Хоуянь, которая тесно знакома с Ко, отводит Сиси к нему. Они застают его в казино на картёжном поединке с меченосцем Лау Функуатом. Он оскорбляет Ко, сказав, что тот не отдаст свой долг, из-за чего развязывается драка на кулаках, а затем и на мечах. Поединок заканчивается, когда Фань отдаёт долг Ко, а тот напивается и теряет сознание на улице. Сиси, ушедшая с ним, стоит на страже. Вечером того же дня Фань проходит мимо и покрывает дремлющую девушку своим плащом.
Чхёнь Ко продаёт Сиси в обмен на долговую расписку, находящуюся у подчинённой человека с повязкой на глазу, Ха Хойтхона, Хоуянь. Свадьба вот-вот начнётся, когда Фань снова приходит на помощь, чему способствует Чхёнь Ко, работавший под прикрытием над ликвидацией банды, принуждающей к проституции. Ко наконец-то убивает Хойтхона благодаря помощи Фаня, но Сиси полагает, что Фань тоже убит. Когда она плачет и кричит, что любила его, Фань встаёт, и парочка начинает драться. В конце концов, Чхёнь Ко толкает обоих на поцелуй.

## Исполнители ролей
| Актёр         | Оригинальное имя персонажа | Кантонское чтение | Чтение на путунхуа |
| ------------- | -------------------------- | ----------------- | ------------------ |
| Чэнь Гуаньтай | 秦歌                       | Чхёнь Ко          | Цинь Гэ            |
| Мишель Им     | 田思思                     | Тхинь Сиси        | Тянь Сысы          |
| Линь Сюцзюнь  | 田心                       | Тхинь Сам         | Тянь Синь          |
| Юнь Так       | 楊凡                       | Ён Фань           | Ян Фань            |
| Чхо Сёнвань   | 張好兒                     | Чён Хоуянь        | Чжан Хаоэр         |
| Чю Тхитво     | 下海堂                     | Ха Хойтхон        | Ся Хайтан          |
| Остин Вай     | 柳風骨                     | Лау Функуат       | Лю Фэнгу           |
| Лам Файвон    | 王大娘                     | госпожа Вон       | госпожа Ван        |
| Вон Мэймэй    | 梅姐                       | мисс Муй          | мисс Мэй           |
| Цзин Мяо      | 田白石                     | Тхинь Паксэк      | Тянь Байши         |
| Чен Касан     | 岳环山                     | Нгок Ваньсань     | Юэ Хуаньшань       |

## Кассовые сборы
Гонконгская премьера картины состоялась 10 декабря 1981 года. По результатам двенадцати дней проката фильм собрал 2 514 033 HK$.

## Реакция
Билл и Карен Палмер, а также Рик Мейерс в книге The Encyclopedia of Martial Arts Movies называют фильм «увлекательным», при этом определяют хореографию боевых искусств как «хорошую». Эндрю Прагасам с ресурса The Spinning Image охарактеризовывает режиссёрскую работу Лу Цзюньгу как «умную, удивительно трогательную сказку». Борис Хохлов с HKCinema.ru, говоря о преимуществах и недостатках ленты, пишет, что «в актив картине к хорошей динамике рассказа и приятному юмору нужно добавить и обаятельных актёров, но боевые сцены всё-таки немного разочаровывают». Эндрю Сароч на сайте Far East Films объявляет фильм «занимательными девяноста минутами с несколькими хорошо поставленными разбросанными по фильму сценами», но при этом считает, что «это вряд ли компенсирует его трату потенциала».

## Релиз на цифровых носителях
В 2006 году фильм выходит на DVD от Intercontinental Video Limited в отреставрированной версии продолжительностью в 91 минуту, которая содержит звуковые дорожки на путунхуа и кантонском диалекте, а также китайские (традиционные) и английские субтитры. Тогда же издаётся и двухдисковое издание на VCD, содержащее треки на кантонском и путунхуа и субтитры на английском и китайском языках.